# Cattedrale dell'Immacolata Concezione (Saint George's)
La cattedrale dell'Immacolata Concezione è la chiesa cattedrale della diocesi di Saint George's, si trova a Saint George's, la capitale di Grenada.

## Storia
Nel sito dove sorge l'attuale cattedrale si trovava la cappella di San Giacomo fino al 1804, anno in cui fu deciso di edificare una chiesa più capiente, al fine di accogliere i numerosi schiavi che in quegli anni vennero liberati e che acquisivano contestualmente il diritto di poter accedere liberamente alle funzioni della principale chiesa dell'isola. Molti di essi, acquisendo la libertà, decidevano anche di abbracciare la religione cattolica, espressione della comunità francese, a discapito di quella anglicana, professata dei loro precedenti padroni inglesi.
La cattedrale ha assunto l'attuale aspetto nel corso degli anni. Tra le parti più antiche, sicuramente le torri, risalenti al 1818, ed il crocifisso a grandezza naturale, del 1876. La cattedrale è stata completata nel 1884. Nel 2004 l'uragano Ivan ha seriamente danneggiato l'edificio ed oggi rimangono solo le torri, le mura e parte delle finestre a testimonianza dell'edificio originale.